# 养鸭人家
《养鸭人家》是李行导演的台灣电影，1965年上映，中央電影公司出品。该片获1965年第3届金马奖最佳剧情片、最佳导演、最佳男主角、最佳彩色摄影奖，亚洲影展金禾奖最佳男配角、最佳编剧、最佳艺术指导奖。

## 剧情
貧苦的农村养鸭人家林再田（葛香亭 飾）与养女小月（唐寶雲 飾）相依为命，亲生兒子登科（武家麒 飾）则想到大城市闯天下。小月一直不知道自己的身世。小月的亲哥哥曾朝富（歐威 飾）是一位不务正业的台湾歌仔戏演员，以小月的身世為由一再向林再田要钱。後來，朝富受妻子鼓动，将小月带到歌仔戏班学戏，以便将来自己组班。小月从邻人口中得知身世，林再田只好让小月兄妹相认，並将鸭子全部卖掉，将钱交给朝富让其善待妹妹，但小月不愿离开再田。影片结尾，朝富悔悟。

## 风格
《养鸭人家》是健康写实電影的代表作，充满了两代人之间的冲突，但在道德感召下都能得以解决，体现出传统的伦理观。

## 外部連結
- 開眼電影網上《养鸭人家》的資料（繁體中文）
- 香港影庫上《养鸭人家》的資料（繁體中文）
- 时光网上《养鸭人家》的資料（简体中文）
- 豆瓣电影上《养鸭人家》的資料 （简体中文）
- AllMovie上《养鸭人家》的资料（英文）
- 互联网电影数据库（IMDb）上《养鸭人家》的资料（英文）